# Stadionsches Schloss

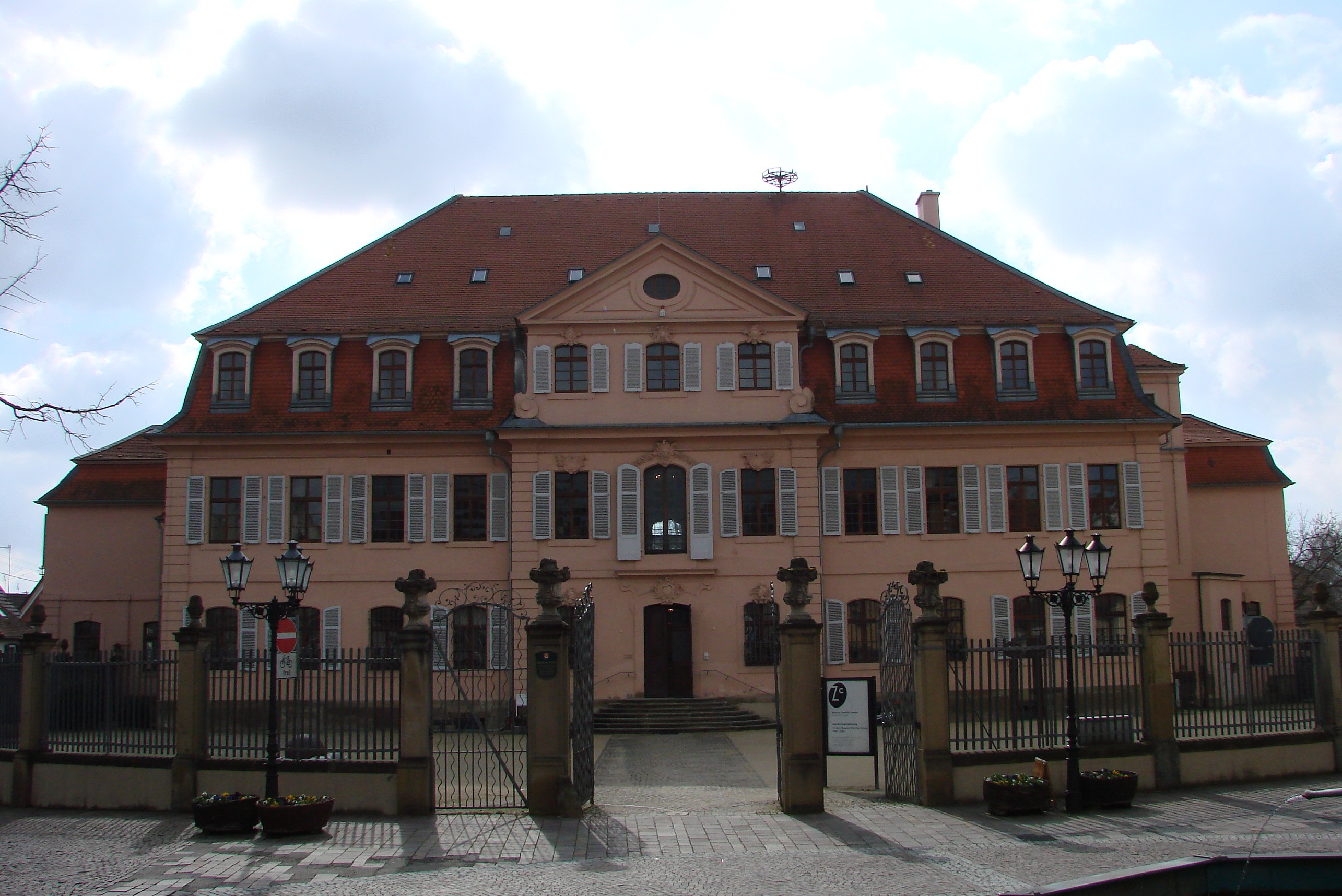
Das Stadionsche Schloss

Das Stadionsche Schloss in Bönnigheim bei Ludwigsburg wurde 1753 im Auftrag von Reichsgraf Anton Heinrich Friedrich von Stadion im spätbarocken Stil erbaut. Eine Besonderheit des Schlosses ist die deutliche architektonische Anlehnung an französische Vorbilder, die stilistisch im altwürttembergischen Raum kaum verbreitet ist.

## Beschreibung
Das Stadionsche Schloss liegt im Liebensteiner Viertel im Zentrum der Stadt am Ende der Hauptstraße. Ein eiserner Zaun grenzt das Gelände ab. Vor dem Schloss befindet sich ein Vorplatz.
Beim Schloss handelt es sich um einen einflügeligen, zweistöckigen Massivbau mit Mansarddach und Mittelrisalit, der im Stil des französischen Spätbarock mit Rokoko-Dekorationen gestaltet wurde. Während der nördliche Risalit als Zielpunkt der Hauptstraße fungierte, öffnete sich die Südfront ursprünglich gegen einen regelmäßig angelegten Garten, was dem Bauwerk gleichermaßen Züge eines Stadt- als auch Landschlosses verlieh.
Von besonderer Schönheit sind die Stuckarbeiten im Inneren, die von Schülern des Kurmainzer Hofstuckateurs Johann Peter Jäger geschaffen wurden, im Festsaal wahrscheinlich sogar von ihm selbst.
Das Schloss wird über ein zweiläufiges Treppenhaus erschlossen. Der Festsaal besaß bis 1931 eine Ledertapete, die heute im Residenzschloss Ludwigsburg ausgestellt ist. Die vier Medaillons im Saal, die untereinander verbunden sind, sollen die vier Jahreszeiten darstellen.

## Geschichte
Der Vorgänger des Gebäudes war das 1560 erbaute Liebensteiner Schloss, welches den Sitz der Herren von Liebenstein innerhalb der Ganerbschaft Bönnigheim darstellte. 1717 überließ Lothar Franz von Schönborn, Kurfürst und Erzbischof von Mainz, Johann Philipp von Stadion, der Kanzler und Großbaumeister von Kurmainz war, die Liebensteiner Besitztümer in Bönnigheim. Dessen Sohn Anton Heinrich Friedrich von Stadion, der nach dem Tod seines Vaters 1742 die Besitztümer erbte, beendete die Ganerbschaft durch den Kauf Bönnigheims.

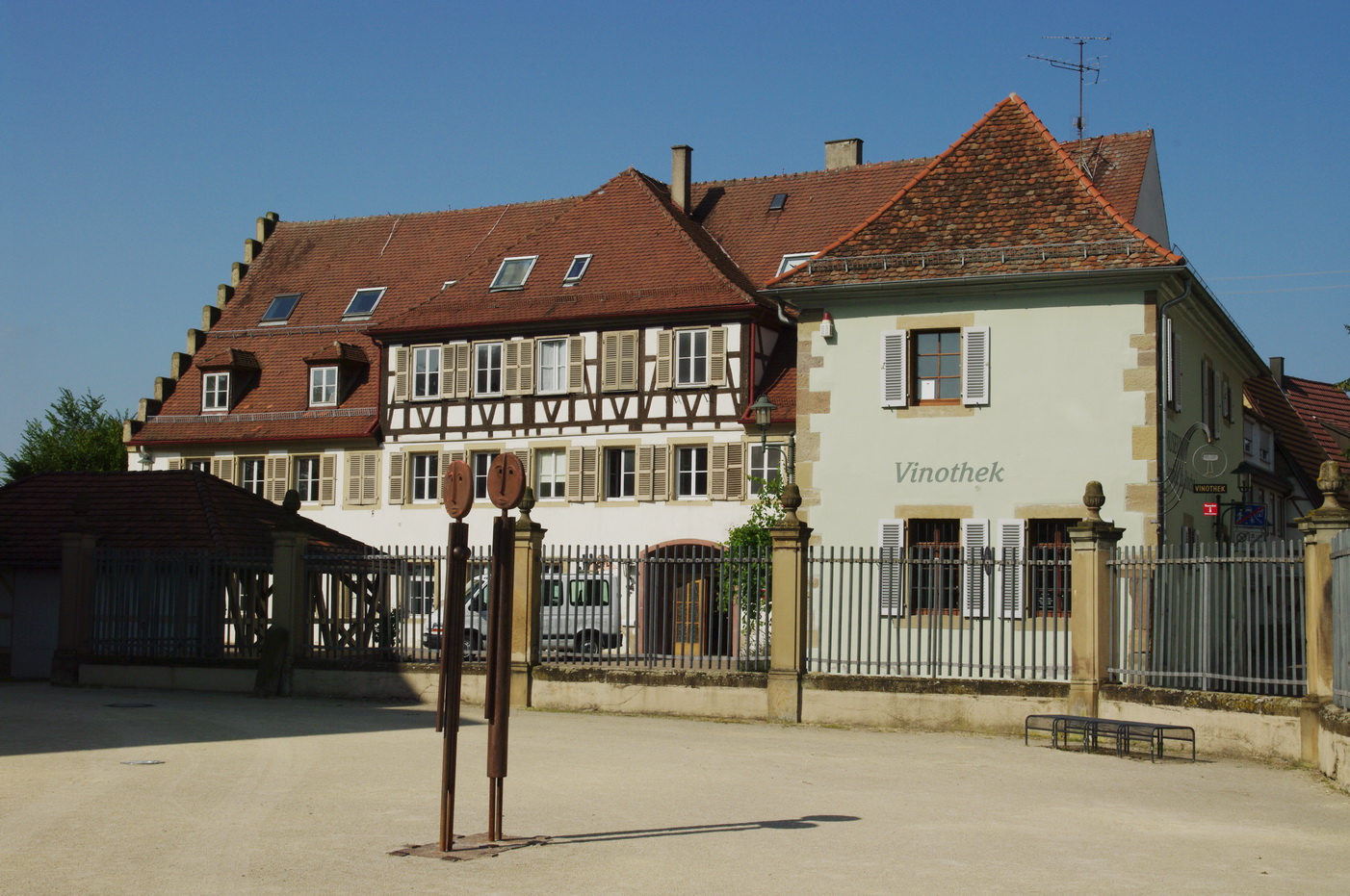
Kavaliersbau

1753 ließ er das Liebensteiner Schloss und alle Nebengebäude bis auf den sogenannten Kavaliersbau abreißen. Stattdessen ließ er einen Neubau nach französischem Vorbild von Anselm Franz von Ritter zu Groenesteyn planen, da dieser schon mehrere Gebäude in Mainz erbaut hatte. Der Neubau wurde von Anton Haaf koordiniert, es wurden speziell für den Neubau Handwerker aus Mainz kommen lassen, wie z. B. das Zeichen eines Mainzer Steinmetzes beweist. 1756 waren die Bauarbeiten abgeschlossen. Das Gebäude wurde von diesem Zeitpunkt an wie das Schloss Warthausen als Landsitz der Familie Stadion benutzt. Nach dem Tod des Grafen von Stadion im Jahre 1768 zog dessen Hofrat und vermutlich auch unehelicher Sohn Georg Michel von La Roche mit seiner Frau Sophie und seiner Familie ein und blieb dort zwei Jahre. Nach dem Auszug der La Roches stand das Gebäude wohl leer. 1785 lief die Verpfändung an die Grafen von Stadion aus. Daraufhin kaufte Herzog Carl Eugen von Württemberg mit mehreren anderen Städten auch Bönnigheim und das Stadionsche Schloss. Später wurde für kurze Zeit der Sitz des neugegründeten Oberamts Bönnigheim in den Kavaliersbau verlegt. Jedoch wurde das Schloss ab 1792 für die Mitglieder des Hauses Württemberg als Residenz genutzt. Von 1792 bis zu seinem Regierungsantritt 1793 wohnte Herzog Ludwig Eugen von Württemberg dort. In dieser Zeit wurden die beiden Pavillons an den Seiten des Schlosses gebaut. 1801 zog die Schwägerin von König Friedrich I. von Württemberg, Albertine von Schwarzburg-Sondershausen, in das Schloss ein, in dem sie bis zum Jahr 1821 blieb. Nach sieben weiteren Jahren, in denen das Gebäude ungenutzt war, wurde der Sitz des Königlich Württembergischen Oberforstamts für den Stromberg und das Zabergäu in das Schloss verlegt.

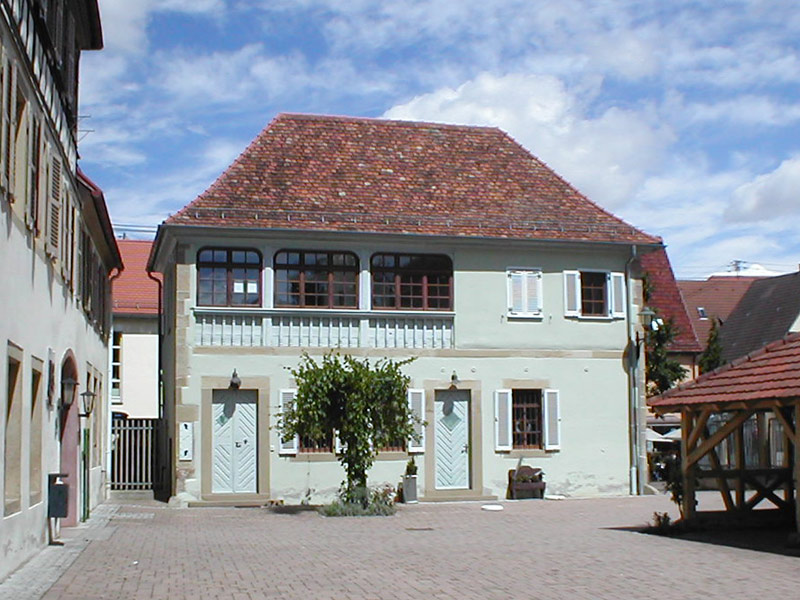
Forstgefängnis

In dieser Zeit wurde wahrscheinlich der steinerne Bau zwischen Vorderem Schlossgarten und Kavaliersbau gebaut, der als Forstgefängnis diente. Das Forstamt blieb hier bis 1888, danach wurde das Gebäude für die Funktion der ab 1889 hier ansässigen Königlichen Taubstummenanstalt (ab 1916 „Staatliche Gehörlosenschule“) umgebaut. 1966 wurde die Gehörlosenschule nach Heilbronn verlegt und das Gebäude renoviert. Ein Jahr später kaufte Walter Leibbrecht das gesamte Gelände und richtete hier das „Schiller-College“ ein, welches für amerikanische Studenten gedacht war. Das Schloss wurde nach der Einstellung des Schulbetriebs 1973 an das Christliche Jugenddorfwerk Deutschlands (CJD) verpachtet. Infolgedessen wurde das Schloss erneut umgebaut. 1994 gab das CJD seinen Standort in Bönnigheim auf. Das Schloss wurde im selben Jahr von der Stadt Bönnigheim gekauft und grundlegend saniert.

## Heutige Nutzung
Von 1996 bis 2020 befand sich im Hauptgebäude des Schlosses das Museum Zander, in dem Kunstwerke der international renommierten Sammlung Zander mit Werken aus den Bereichen der Naiven Kunst, der Art brut und der Outsider Art gezeigt wurden. Die Gemeinde möchte das Gebäude in Zukunft nicht selbst nutzen, ein Verkauf des Schlosses wird diskutiert.
Im ehemaligen Waschhaus kann das Museum Sophie La Roche besucht werden, im früheren Forstgefängnis befindet sich eine Vinothek.